# Reddingen
Reddingen è una frazione (Ortsteil) del comune di Wietzendorf, nel land della Bassa Sassonia, in Germania.

## Storia
Già comune autonomo nel circondario di Soltau, fu soppresso e incorporato a Wietzendorf il 1º marzo 1974.